# Don't Stop (Funkin' 4 Jamaica)
«Don't Stop (Funkin' 4 Jamaica)» (en español -  "No pares (Funk por Jamaica)" es una canción escrita y producida por la cantante Mariah Carey junto a DJ Clue, Duro y Mystikal, grabada por Carey en su décimo álbum Glitter (2001). La producción se basa en un sample (muestra) de la canción "Funkin' For Jamaica", producida por Tom Browne y Carrollyne Smith en la década de 1980. Se lanzó cómo tercer sencillo del álbum a fines de 2001.

## Lanzamiento comercial
Al igual que los sencillos anteriores de Glitter, éste también fue una decepción comercial. No pudo entrar al Billboard Hot 100 pero si alcanzó el número veintitrés en la lista Billboard Bubbling Under Hot 100 Singles, que es una extensión del Hot 100, por lo que se puede afirmar que se ubicó en la posición No. 123 finalmente.
Irónicamente, Mystikal rapea el tercer verso diciendo: Este es otro número uno seguro, aunque se refiere al álbum y no a la pista. En el resto del mundo logró un éxito moderado alcanzando el top 40 en el Reino Unido y Canadá, además vale agregar que en estos países fue lanzado cómo doble cara A con la balada "Never Too Far".

## Vídeo musical
El videoclip fue mucho más exitoso que el sencillo, debido a que tuvo una fuerte rotación en MTV. El vídeo fue dirigido por Sanaa Hamri. El tema central del vídeo es mostrar el estilo de vida del sur, en las escenas se puede ver a Mystikal y Carey con ropa y peinados del sur. "Don't Stop" también aparece en una escena de la película Glitter, cuando el productor Julian "Dice" invita a Billie Frank (interpretado por Carey) a cantar improvisadamente en su club.

## Posicionamiento
| Listas (2001)                                    | Posición Alcanzada |
| ------------------------------------------------ | ------------------ |
| EE.UU Billboard Bubbling Under Hot 100 Singles   | 23                 |
| EE.UU Billboard Hot R&B/Hip-Hop Singles & Tracks | 42                 |
| Reino Unido Top 75 Singles 1                     | 32                 |
| Australia Top 100 Singles 1                      | 36                 |

1 "Never Too Far"/"Don't Stop (Funkin' 4 Jamaica)".